# 최북
최북(崔北, 1712년 ~ 1760년)은 조선 숙종, 영조 때의 화가이다. 본관은 무주, 초명은 식(埴), 자는 성기(聖器)·유용(有用)·칠칠(七七), 호는 호생관(毫生館)·월성(月城)·성재(星齋)·기암(箕庵)·거기재(居基齋)·삼기재(三奇齋)이다. 자신의 이름인 북(北)자를 반으로 쪼개서 자를 칠칠(七七)로 지었으며, 붓(毫) 하나로 먹고 산다(生)고 하여 호를 호생관(毫生館)이라고 지었다.
산수, 인물, 영모(翎毛), 화훼(花卉), 괴석(怪石), 고목(枯木)을 두루 잘 그렸는데 특히 산수와 메추리를 잘 그려 최산수(崔山水), 혹은 최순(鶉) 즉, 최메추라기라는 별칭을 얻었다. 필법이 대담하고 솔직하여 구애(拘碍)받은 곳이 없었으며 남화(南畵)의 거장인 심사정과 비길 만한 인물이다. 한 눈이 멀어서 항상 반안경을 끼고 그림을 그렸으며 성질이 괴팍하여 기행(奇行)이 많았고 폭주가이며 여행을 즐겼다. 그림을 팔아 가며 전국을 주유(周遊), 금강산 구룡연(九龍淵)에서 천하의 명사가 천하의 명산에서 죽는 것이 마땅하다고 외치며 투신했으나 미수에 그친 일도 있다. 칠칠거사(七七居士)로 알려진 많은 일화(逸話)를 남긴 위인으로 시에도 뛰어났으며 49세로 서울에서 죽었다. 그의 작품으로는 <미법산수도>를 위시한 <송음관폭도(松陰觀瀑圖)> (덕수궁 미술관 소장)와 <수하담소도(樹下談笑圖)>, <설산조치도(雪山朝雉圖)>, <의룡도(醫龍圖)> (개인 소장) 등 다수가 있다.
기이한 행동과 괴팍한 성질로 유명한데, 예를 들어 세도가가 자신의 붓솜씨를 트집잡자 분을 내며 자기 손으로 한쪽 눈을 찔러 버렸다고 하며 열흘을 굶다가 그림 한 점을 팔아 술을 사 마시고는 겨울밤에 눈구덩이에서 얼어죽었다. 이때 최북의 나이가 49세였는데, 최북이 49세 때 죽을 것을 알고 자를 칠칠(7×7=49)로 정했다는 소문도 돌았다.
남공철이 그의 전기인 〈최칠칠전〉(崔七七傳)을 지었다.

## 같이 보기
- 한국화
- 한국의 화가 목록